# Assedio di Colle di Val d'Elsa
L'assedio di Colle di Val d'Elsa fu l'evento militare culminante della guerra verificatasi, in seguito alla congiura dei Pazzi tra Firenze e Regno di Francia da una parte e Regno di Napoli, Repubblica di Siena e Stato Pontificio dall'altra.

## Antefatto

### Il contesto storico
La famiglia fiorentina dei Pazzi, imparentata con i medici in virtù del matrimonio avvenuto nel 1469 tra Guglielmo de' Pazzi e Bianca de' Medici, sorella di Lorenzo il Magnifico, entrò in competizione con i Medici stessi dopo l'elezione al soglio pontificio di papa Sisto IV, avvenuta nel 1471. Motivo del contendere erano la gestione delle finanze pontificie e la concessione per lo sfruttamento delle miniere di allume della Tolfa, che, con il nuovo papa, passarono dai Medici, che ne avevano avuto la gestione per oltre un secolo, ai Pazzi.
La scintilla scoccò in seguito alla morte del suocero di Giovanni de' Pazzi ed alla questione sulla sua cospicua eredità, che i Medici non volevano far affluire nei già sostanziosi forzieri della famiglia rivale. In alcuni membri della famiglia Pazzi (Jacopo e Francesco in testa), maturò quindi l'idea di sopprimere Lorenzo ed il fratello Giuliano al fine di soppiantare i Medici nel governo della città gigliata. A tal fine i Pazzi cercarono degli alleati e li trovarono in Papa Sisto IV ed in Francesco Salviati, arcivescovo di Pisa che mirava alla nomina in Firenze.
Il papa mirava ai territori fiorentini per il nipote Girolamo Riario e voleva inoltre evitare che i Medici si espandessero in Romagna, terra sotto l'influenza pontificia. In più papa Sisto IV si cautelò cercando alleanze con la Repubblica di Siena e il re di Napoli Ferdinando I e inviando le proprie truppe nei territori pontifici più vicini a Firenze, Todi, Città di castello, Perugia e Imola.
Dal canto loro i fiorentini, ignari, potevano comunque vantare alleanze ed amicizie con il Ducato di Milano e con la Repubblica di Venezia. Il contesto generale era comunque terribilmente complicato e tortuoso: Lorenzo, pur non avendo incarichi pubblici, era di fatto il signore di Firenze; Pistoia e Prato, prima, e Arezzo e Pisa, dopo, erano ormai assoggettati a Firenze; Lucca e Siena stavano sempre in stato di allerta; Venezia tendeva ad espandersi sulla terraferma: le mire verso i territori ad occidente la ponevano in contrasto con il Ducato di Milano, mentre le mire verso i territori a sud la ponevano in contrasto con il Regno di Napoli; i Medici mantenevano la loro amicizia con la Francia per interessi commerciali; i francesi non vedevano di buon occhio gli Aragonesi napoletani perché avevano spodestato gli Angioini da cui discendeva il Re di Francia; le mire e le influenze di Firenze sui territori di Romagna e Umbria, colpivano direttamente gli interessi pontifici; i matrimoni incrociati tra i rampolli delle nobili famiglie che regnavano sui vari “Stati” anziché facilitare i rapporti, alimentavano le turbolenze ed i sospetti.

### La Congiura dei Pazzi
Il 26 aprile 1478, durante la festa in onore di Raffaele Riario Sansoni, nipote del Conte Girolamo Riario e da poco nominato cardinale di San Giorgio, i Pazzi, dopo alcuni rinvii, misero in atto il loro piano e in Santa Maria del Fiore uccisero Giuliano, ma riuscirono solo a ferire Lorenzo. La reazione dei Medici fu istantanea e sanguinosa: i Pazzi e gli altri congiurati furono uccisi o catturati, come il cardinale Riario Sansone rinchiuso nella fortezza di Volterra. Per contro papa Sisto IV scomunicò subito Lorenzo ed i membri degli organi dello Stato fiorentino, lasciando loro un mese di tempo per chiedere il perdono papale, liberare i prigionieri e consegnare i colpevoli delle uccisioni successive alla congiura, che sarebbero stati sottoposti alla giustizia dello Stato Pontificio stesso. Non solo, Sisto IV firmò un'alleanza con Ferrante d'Aragona e la Repubblica di Siena, che mirava ad allontanare Lorenzo da Firenze. A niente valsero le ambascerie e le prese di posizione dei Medici che accusavano espressamente Sisto IV di essere un artefice della congiura al pari del nipote Girolamo Riario.

## La guerra

### Situazione strategica
Firenze, ricca di risorse finanziarie e con grandi capacità mercantili, non era in quel momento preparata alla guerra. Lorenzo corse subito ai ripari: assoldò numerosi capitani con le relative truppe e chiese l'aiuto degli Stati amici che, già impegnati militarmente in altre operazioni o timorosi di trovarsi troppo indifesi dagli attacchi esterni (Venezia dai turchi, che poi attaccheranno la repubblica in Friuli, e Milano da Genova, che poi si rivolterà reclamando la persa indipendenza), non poterono che fornire, anche a pagamento, uno scarso aiuto in fatto di truppe. La differenza tra le forze in campo era notevole, tanto più che, mentre a capo dei nemici di Firenze venne posto Alfonso II di Napoli, duca di Calabria, figlio di Ferrante d’Aragona, con pieni poteri, ben difficilmente Lorenzo avrebbe potuto contare su un comando unitario, in considerazione della disomogeneità delle truppe a sua disposizione i cui comandanti e si trovano spesso in contrasto tra di loro.

### La conquista del territorio fiorentino
La guerra che seguì fu una guerra atipica, senza scontri frontali e sanguinosi tra tutte le forze in campo. Fu combattuta in borghi e castelli che venivano occupati, saccheggiati e abbandonati e poi di nuovo occupati soprattutto da parte delle forze alleate del papa.
Alla fine del giugno 1478 le truppe guidate da Alfonso di Calabria giunsero in Toscana, congiungendosi con quelle dell'alleato duca di Urbino nei pressi di Montepulciano. Mentre le truppe fiorentine si ritirarono verso Arezzo, le truppe napoletane si limitarono quindi a scorribande nei territori del Chianti e della Valdelsa. Frattanto Firenze cerca di nominare un capo dell'esercito e nomina quattro capitani cui tutte le forze avrebbero dovuto obbedienza: Niccolò Orsini, conte di Pitigliano, Gian Giacomo Trivulzio, Alberto Visconti e Galeotto I Pico della Mirandola. Mentre le truppe nemiche si avvalgono dei rinforzi portati da don Federico, anch'egli figlio di Ferrante d'Aragona, occupando Castellina in Chianti il 18 agosto e Radda in Chianti il 24 dello stesso mese, i fiorentini indecisi e prudenti, rimasero in attesa dell'arrivo dei rinforzi promessi dal re di Francia.

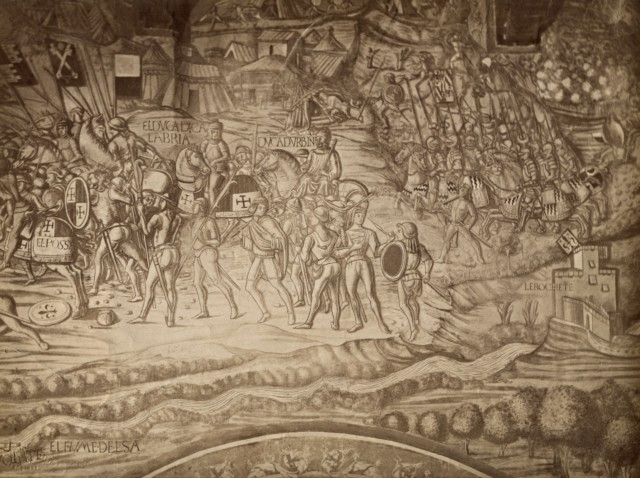
Francesco d'Andrea e Ghini Giovanni di Cristofano, Vittoria dei senesi sui fiorentini al Poggio Imperiale di Poggibonsi (Sala del mappamondo, Palazzo Pubblico di Siena)

Le scorribande e le incursioni si susseguono con le inevitabili devastazioni sia nei territori del Chianti sia in quelli del Valdarno; lo stesso succede in tempi successivi in Valdarbia, in Val di Cecina, in Valdichiana, in Valdelsa ed in Maremma. Firenze, per tutto l'inverno, continua le sue iniziative politiche e diplomatiche verso gli alleati invitandoli ad inviare le proprie truppe anche per presidiare la parte nord della Toscana, già oggetto di scorribande. Nonostante i ripetuti inviti, gli aiuti tardano a venire ed anche le truppe inviate da Ercole d'Este non possono molto. I castelli vengono occupati, ripresi e di nuovo occupati, come Casole d'Elsa ed i castelli dell'Umbria, subendo notevoli distruzioni. Lo scontro decisivo però non arriva. Cadono quindi in mano nemica Vico, Certaldo, Castelfiorentino e Barberino, fino al 22 settembre quando viene espugnata anche la fortezza di Poggio Imperiale dopo alcuni giorni di assedio.
La Valdelsa è quindi interamente occupata, con la sola esclusione di Colle di Val d'Elsa, ben fortificata e ben difendibile. Nonostante le forze della coalizione fiorentina non possano opporre molta resistenza, anziché dirigersi verso Firenze, le truppe di Alfonso di Calabria e Federico da Montefeltro si trattengono in Valdelsa.

### L'assedio di Colle di Val d'Elsa
L'assedio di Colle fu in pratica l'atto conclusivo della guerra. Il commissario locale, Angelo Spini, aveva chiesto a più riprese rinforzi ai fiorentini, che riuscirono ad inviare solo 400 uomini al comando del veneziano Carlino di Novello, che pur godeva di grande reputazione. Mentre i colligiani presidiavano il castello, gli aiuti esterni si attestarono nel Borgo. Alfonso di Calabria cercò di indurre Colle a una resa onorevole prima dell'inizio delle ostilità, inviando i suoi araldi. Dopo il rifiuto ottenuto dai magistrati del Comune, il duca inviò i suoi esploratori per preparare l'attacco, ma furono attaccati con gravi perdite.
Il 24 settembre il grosso delle truppe di Alfonso di Calabria si stabilì intorno a Colle iniziando l'assedio: il suo esercito poteva contare su circa 100 squadre di uomini a cavallo e 5 000 soldati, oltre a grosse bombarde. I fiorentini avevano posto il loro campo a San Casciano ed a niente valsero gli inviti dei Medici, di Lorenzo stesso ma soprattutto del suo cancelliere Bartolomeo Scala, colligiano, a spostarsi più vicini a Colle, a San Gimignano. Non potendo inviare altri aiuti (anche perché le truppe veneziane, ad esempio, avevano ricevuto l'ordine di non esporsi troppo) Firenze si limitò ad esprimere parole di stima, apprezzamento ed incitamento nei confronti dei colligiani, arrivando a concedere, in perpetuo e con tutti i diritti civili e politici, a tutti i cittadini nati o che fossero nati a Colle la cittadinanza fiorentina.
Il primo assalto avvenne il 3 ottobre, ma la baldanza degli assedianti fu ben presto placata: lo scontro, che si protrasse fino a notte, fu durissimo ed ingenti furono le perdite da ambo le parti. I colligiani operarono alcune sortite nel campo nemico, che causarono diverse perdite tra gli assedianti e, cosa più importante, la messa fuori uso di alcune bombarde. L'assalto successivo avvenne probabilmente il 16 ottobre, ma anche in questo caso venne respinto dopo quattro ore con successo e con gravi perdite per gli assedianti, che si trovarono attaccati anche dalle truppe fiorentine stanziate a San Gimignano.
Il 21 ottobre vi è un nuovo assalto che si protrae per diverse ore, ma i colligiani, baldanzosi per la resistenza ed i successi finora ottenuti, oltre che adirati per il comportamento della Repubblica di Siena, che voleva impadronirsi della città, e delle sue truppe che catturavano ed impiccavano i soldati ed i messaggeri incaricati di portare fuori dalla città assediata i messaggi per le forze alleate, riescono ancora una volta, sia pure con gravi perdite, a respingere il nemico. Dopo questo assalto gli assedianti iniziano a scaricare colpi di bombarda sulla città danneggiando fortificazioni e case. Viene fatto ricorso anche a metodi meno “ortodossi”, come ammassare bestiame morto e sterco sotto le mura o l'uso di frecce avvelenate. Ma la resistenza continua.
Per facilitare le difese, il 26 ottobre viene abbandonato e dato alle fiamme il Borgo di Santa Caterina, considerato poco difendibile, per concentrare le difese nel castello; inoltre viene distrutto il ponte levatoio che collegava i due “terzi” della città per evitare sia facili attacchi sia defezioni tra i difensori. Donne, bambini e feriti vengono fatti uscire dalle mura e, grazie anche alla benevolenza del duca Alfonso di Calabria, hanno via libera. Una fuga dal castello assediato viene tentata dalle truppe veneziane di Carlino di Novello, ma vengono respinte dagli stessi assalitori e sono costrette a rimanere. Per dare il buon esempio i sospettati di connivenza con il nemico ed i soverchiatori, vengono impiccati.
Un tentativo di aiuto da parte di Firenze, con armi e uomini, fallisce miseramente per l'intervento degli assedianti. Il grosse delle truppe rimane al sicuro a San Casciano. Anche Firenze si trova a mal partito: deve presidiare altre zone per evitare di rimanere isolata e rispondere agli attacchi che le venivano portati a nord ed ai confini con la Romagna dalle truppe di Francesco da Tolentino e di Roberto di San Severino.
Frattanto viene preparato un nuovo assalto che prevede un attacco in massa con macchine da guerra e mine. Attorno al 10 novembre gli assedianti iniziano l'attacco nella zona del ponte. La resistenza è dura ed i tentativi di salire le mura vengono respinti con ogni mezzo, anche con la calce bollente. Dopo due giorni di attacco gli assedianti si ritirano. Il duca Alfonso di Calabria, costernato per il nuovo insuccesso, ed i colligiani, stremati e consci che Firenze non potrà essere di aiuto, giungono a più miti consigli.

## La resa

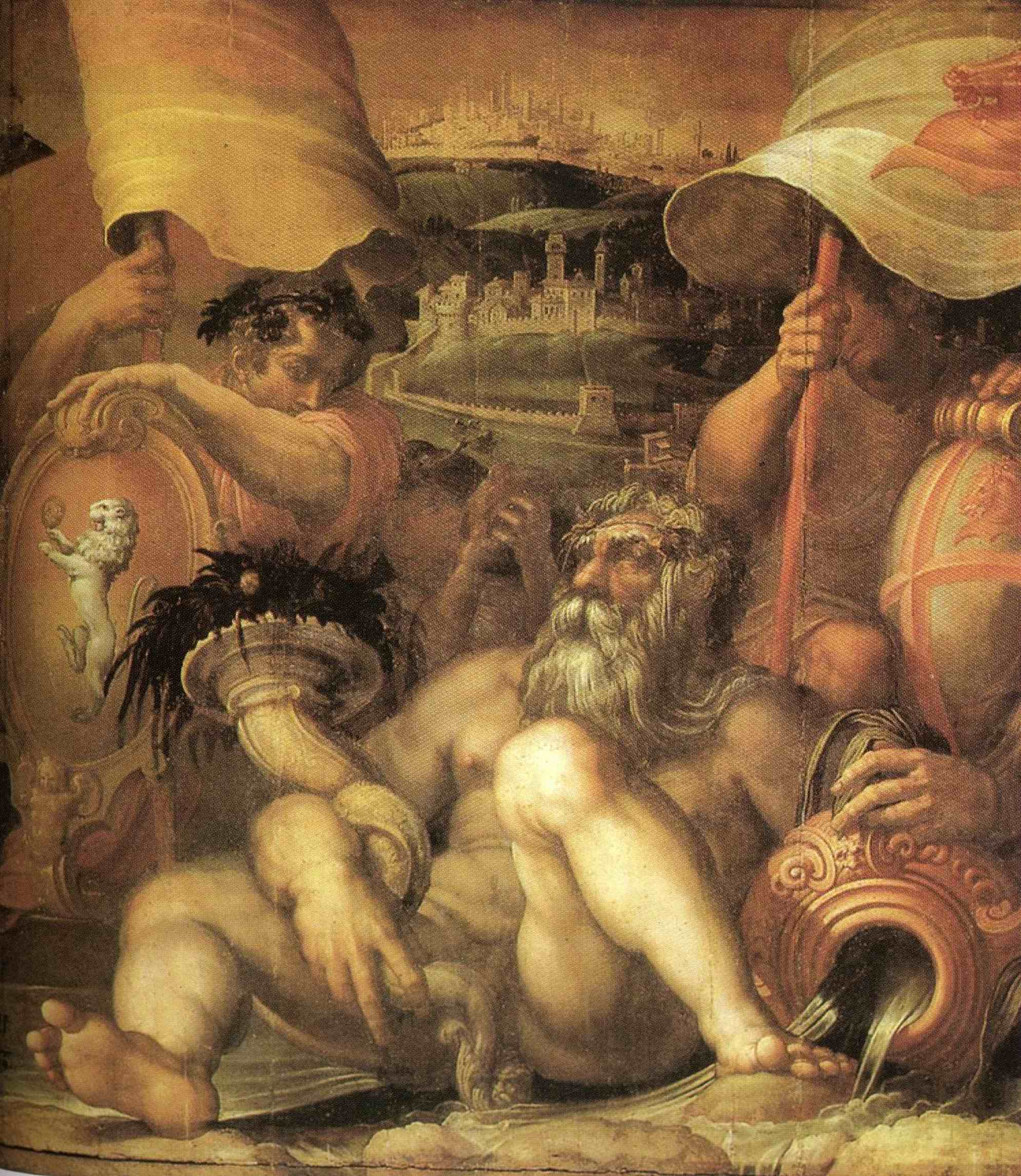
Giorgio Vasari: allegoria di Colle di Val d'Elsa e San Gimignano; affresco in Palazzo Vecchio a Firenze

Contro la volontà degli abitanti, convinti di poter resistere ancora, il 2 novembre alcuni emissari, i colligiani Antonio del Pela e Antonio di Piero Alberto ed il fiorentino Andrea del Borgo, si recano nel campo nemico per trattare la resa con Alfonso di Calabria e Federico da Montefeltro, oltremodo lieti di terminare l'assedio, che si protraeva senza successo da troppo tempo e con la cattiva stagione ormai alle porte.
Furono gli assediati a porre le condizioni della resa: il mantenimento dell'autonomia amministrativa e giudiziaria, l'incolumità per gli abitanti ed i soldati, l'esenzione dal pagamento di ogni tassa per un periodo di 20 anni in considerazione dei danni subiti, la libertà di ingresso per i “forestieri” in considerazione delle perdite umane subite. Le condizioni poste dai colligiani, furono tutte accolte dal duca Alfonso di Calabria. Probabilmente le motivazioni di questo gesto, oltre che nella volontà di porre finalmente fine all'assedio, vanno ricercate non solo nella volontà di accattivarsi la simpatia dei nuovi sudditi, ma anche nella stima e nel rispetto che il Duca, durante l'assedio, aveva provato nei confronti della popolazione assediata che aveva reagito con coraggio e determinazione. A riprova di questo «... Alfonso hebbe a dire, che se i regnicoli suoi vassalli fussero stati tutti così valorosi, fedeli, et obbedienti, come trovò i Colligiani, sì nella guerra mossa loro, come quando li signoreggiò, che gli sarìa bastato l'animo di impadronirsi di tutto il mondo...»
L'amicizia restò anche dopo che la città era tornata sotto l'influenza fiorentina, tanto che per molti anni il duca continuò ad inviare i suoi araldi e trombettieri in occasione delle celebrazioni in onore di Sant’Alberto, uno dei patroni della città, che si svolgevano il 17 agosto.

## Le conseguenze
La fine dell'assedio di Colle di Val d'Elsa e, conseguentemente, delle operazioni militari decretò in pratica anche la fine della cosiddetta Guerra dei Pazzi. Il 24 novembre il duca di Calabria comunicò la fine delle operazioni belliche a Firenze, dando inizio ai negoziati già richiesti più volte dai Medici, per volere delle maggiori potenze in campo: Stato Vaticano, Regno di Napoli, Regno di Francia, Ducato di Milano e Repubblica di Siena. I Medici, che non potevano più sostenere una guerra che ne bloccava di fatto traffici commerciali ed operazioni finanziarie, non persero tempo: lo stesso Lorenzo, con apposito mandato degli organi cittadini, si recò a Napoli per trattare direttamente con Ferrante d'Aragona. La pace era sponsorizzata anche dal nuovo signore di Milano Ludovico Sforza, che poteva vantare buoni rapporti con il Viceré di Napoli.
Le condizioni di pace che Sisto IV voleva imporre erano durissime: notevoli restrizioni territoriali, una pesante ammenda, il pagamento dei danni di guerra, l'umiliazione di Lorenzo de' Medici, che avrebbe dovuto recarsi a Roma per chiedere il perdono del papa stesso. Firenze, che voleva tornare in possesso dei territori perduti e mantenere la propria influenza sui territori della Romagna, respinse con decisione queste condizioni ed il papa accettò la mediazione degli inviati del re di Francia e del re di Inghilterra Edoardo IV.
Colloqui ufficiali e trattative segrete si alternarono ripetutamente, fino alla firma della pace a Napoli il 13 marzo 1480. Le terre occupate e la loro restituzione furono rimesse alla discrezione del re e del papa per i territori della Romagna; la Repubblica di Siena doveva essere reintegrata nei possessi precedenti la guerra; i Pazzi e gli altri congiurati dovevano essere scarcerati e reintegrati nei loro possessi, il Ducato di Milano avrebbe riavuto i territori perduti. Lorenzo, che aveva mantenuto il suo potere su Firenze nonostante le mire del papa, però non era contento delle condizioni raggiunte e continuava a trattare con Ferrante d'Aragona con cui intratteneva buoni rapporti.
Anche Venezia, esclusa dagli accordi di pace, si lamentava; mentre Siena mirava ad entrare in possesso delle terre occupate entro 15 miglia dalla città come stabilito dagli accordi dell'alleanza. Le terre di Toscana continuavano ed essere occupate dai vincitori: Certaldo, Colle, Monte San Savino, Poggibonsi e Vico erano occupate dai napoletani, mentre Siena occupava Castellina, Monte Dominici e San Polo in Chianti. Nacque quindi una nuova alleanza a cui partecipavano il Regno di Napoli, il Ducato di Milano, la Repubblica di Firenze ed il Ducato di Ferrara. Intanto le truppe pontificie avevano occupato Forlì, che fu subito assegnato a Girolamo Riario.
Ma un fatto nuovo, l'invasione turca delle Puglie alla fine del mese di luglio, distolse l'attenzione di tutte le forze in campo ed il Re di Napoli fece appello agli alleati. Subito Firenze contribuì finanziariamente alla difesa e questo l'agevolò non poco nei contrasti con Siena per il dominio dei territori contesi. Inoltre venne richiesto il perdono al papa, che lo accettò togliendo la sua scomunica a Lorenzo de' Medici in cambio della fornitura di galere armate per la difesa via mare. Intanto le trattative per i territori toscani contesi procedevano e Firenze si sarebbe vista costretta a sborsare notevoli indennità. Vi fu quindi, da parte del papa, un'ulteriore richiesta di contributi e di forze militari per la difesa dai turchi che, dopo alcune trattative, Firenze concesse ottenendo in cambio il ritorno in possesso delle terre contese.
Le truppe napoletane lasciarono Colle di Val d'Elsa il 4 aprile 1481 e Monte San Savino il 6 aprile. Nonostante la Repubblica di Siena avesse già da tempo festeggiato la conquista dei nuovi territori tra cui Colle stessa, non poté che prendere atto della volontà dei più potenti alleati. Sedici mesi dopo la fine dell'assedio Colle rientrò nella sfera d'influenza di Firenze, nella quale godette di un nuovo periodo di pace e prosperità, con il contributo della capitale al restauro delle opere di difesa e fortificazione.
Lorenzo de' Medici, sia pure sconfitto militarmente, mantenne quindi intatto il proprio potere e la propria influenza politica su Firenze.